# Einmal sagt man sich adieu
Einmal sagt man sich adieu beginnt der Kehrreim eines langsamen Walzerliedes, das Willy Schmidt-Gentner für das stumme Liebes-Melodram “Die wunderbare Lüge der Nina Petrowna” des Regisseurs Hanns Schwarz komponiert hat. Die Worte dichtete Fritz Rotter. Der Film, zu dem Schmidt-Gentner auch die Illustrationsmusik schrieb, wurde am 15. April 1929 im Berliner Ufa-Palast am Zoo uraufgeführt.
Das Lied erschien 1929 bei Bosworth & Co. in Leipzig.
Ej [d. i. Ernst Jäger] besprach das – seinem eher pessimistischen Inhalt ebenso wie dem russischen Milieu des Films entsprechend – in melancholischen Molltönen gehaltene Musikstück im Filmkurier Nr. 124 vom 25. Mai 1929.
Das wehmütige Filmlied wurde auch außerhalb des Kinos ein Erfolg und von namhaften Interpreten der Zeit, darunter Austin Egen, Richard Tauber und Franz Völker, auf Grammophonplatte gesungen. Es wurde von Schaustellern auf Festwiesen abgespielt und von Nachkriegsstars wie Peter Alexander nachgesungen. Noch in jüngster Zeit wird es in der Literatur zitiert.

## Liedtext
Vorstrophe:

Wenn zwei Herzen manchmal sich versteh’n

und vor Glück vergeh’n,

ja das ist wunderschön.

Eins bei jeder Liebe stört mich nur,

und das ist der Treueschwur.

Schwüre zerstören die Liebe.

Heimlich glaubt keiner an sie.

Darum schwör mir nie: du bleibst bei mir.

Das verlang ich nicht,

denn ich sage dir:
Kehrreim:

Einmal sagt man sich „adieu“,

Wenn man sich auch noch so liebt.

Einmal sagt man sich „adieu“,

weil es keine Treue giebt.

Schwör mir nicht: du bist auf ewig mein.

Keine Liebe kann auf ewig sein.

Einmal sagt man sich „adieu“,

Wenn man sich auch noch so liebt.

Weise: Willy Schmidt-Gentner. Worte: Fritz Rotter.

## Tondokumente (Beispiele)
- Grammophon 22 644 / B 42 943 (mx. 2 BT-VI) Einmal sagt man sich „adieu“ aus dem Film „Die wunderbare Lüge der Nina Petrowna“, Musik Willy Schmidt-Gentner, Text Fritz Rotter. Franz Völker, Opernhaus Frankfurt am Main, mit Orchesterbegleitung. Berlin, Juni 1929
- Electrola E.G. 1359 / 8-42224 (Matr. BN 576-I) Einmal sagt man sich Adieu! (W. Schmidt-Gentner) Austin Egen – am Klavier: Arthur Young. Bariton in Deutsch mit Klavier
- Odeon O-2888 b (Be 8332) Einmal sagt man sich „adieu“. Walzer (Schmidt-Gentner, Text Fritz Rotter) Tanz-Orchester Dajos Béla mit Gesang.
- Odeon O-4929 (Be 8341-1) Einmal sagt man sich „adieu“. Walzer (Schmidt-Gentner, Text Fritz Rotter) Kammersänger C. Richard Tauber. Begleitung: Dajos Béla Künstlerorchester, aufgen. 24. Juni 1929
- Derby (blau) G-5596 A (mx. 19 RN II) Einmal sagt man sich „adieu“. Waltz aus dem Film „Die wunderbare Lüge der Nina Petrowna“ (Schmidt-Gentner – Rotter). Karkoff-Orchester. Mechan. Copt. 1929 (20 cm – Engschnittplatte)
- Tri-Ergon T.E. 5890 (Matr. 02862) Einmal sagt man sich Adieu : Waltz aus dem Tonfilm „Die wunderbare Lüge der Nina Petrowna“ (W. Schmidt-Gentner – Fr. Rotter) Tanz-Orchester Géza Komor, mit Refraingesang: Wilhelm Gombert
- Homocord 4-3303 (Matr. H-62113-2) Einmal sagt man sich „Adieu“. Waltz (W. Schmidt-Gentner – F. Rotter) Fred Bird Rhythmicans.
- Beka B. 6773 (Matr. 37 562) Einmal sagt man sich „Adieu“ : Waltz (W. Schmidt-Gentner – Text: Fritz Rotter) Saxophon-Orchester Dobbri mit Gesang

## Abbildungen
- Photo des Komponisten
- Filmplakat der UFA auf filmposter-archiv.de
- Notentitel der norwegischen Ausgabe als „Nina Petrowna Valsen“ (Norsk tekst H. Herberth)
- Etikett Grammophon 22 644 / B 42 943 (mx. 2 BT-VI)
- Etikett Odeon O-4929 a (Be 8341-1)
- Karkoff-Orchester – Einmal Sagt Man Sich Adieu / Einmal Im Leben bei Discogs